# The Indian Wars Refought
The Indian Wars Refought er en amerikansk stumfilm fra 1914 af Theodore W. Wharton og Vernon Day.

## Medvirkende
- William F. Cody
- Nelson Appleton Miles
- Jesse M. Lee
- Frank D. Baldwin
- Marion P. Maus